# Ритц, Джерри
Джерри Ритц (англ. Gerry Ritz; род. 19 августа 1951) — канадский политик, министр сельского хозяйства по 2007 до 2015.

## Биография
Джерри Ритц родился в городе Делиль, провинция Саскачеван, и до начала политической карьеры в течение 20 лет работал на семейной ферме и в собственной компании, занимающейся контрактными сделками.
На выборах 1997 года Ритц был избран в парламент Канады от Реформистской партии. На выборах 2000 года был переизбран на второй срок от партии Канадский союз, а на выборах 2004 года — на третий срок от Консервативной партии. С 2002 года Ритц был вице-председателем комитета по сельскому хозяйству Палаты общин Канады. 4 января 2007 года он был назначен государственным министром малого бизнеса и туризма в кабинете Стивена Харпера.
14 августа 2007 года Ритц был назначен министром сельского хозяйства Канады.
31 августа 2017 года Ритц объявил, что намерен в ближайшее время уйти из Палаты общин и оставить политику, чтобы больше времени проводить со своей семьёй. Преемница Ритца в Палате общин Розмари Фолк была избрана на выборах 11 декабря 2017 года.